# N・T・ラーマ・ラオ・ジュニア
ナンダムーリ・ターラカ・ラーマ・ラオ・ジュニア（Nandamuri Taraka Rama Rao Jr., 1983年5月20日 - ）は、インドのテルグ語映画で活動する俳優、プレイバックシンガー、クチプディ・ダンサー。「Jr. NTR」「Tarak」の通称で知られている。俳優としてテルグ語映画で活動し、政治家としてアーンドラ・プラデーシュ州首相も務めたN・T・ラーマ・ラオ（NTR）の孫である。1996年に『Ramayanam』で子役デビューし、2001年に『Ninnu Choodalani』で俳優デビューする。
これまで『Student No.1』『Aadi』『Simhadri』『Rakhi』『Jai Lava Kusa』『ヤマドンガ』『Temper』『Nannaku Prematho』『アラヴィンダとヴィーラ』で評価を得てきた。2012年にフォーブス・インディアのフォーブス・セレブリティ100で27位に選ばれ（年収1億9000万ルピー）、2016年には55位に選ばれている（年収3億6000万ルピー）。

## 人物
テルグ俳優ナンダムーリ・ハリクリシュナの息子としてハイデラバードに生まれる。ヴィディヤラニア高等学校卒業後にセント・メアリー・カレッジに進学する。クチプディのダンサーとしても活動している
祖父は俳優・政治家のN・T・ラーマ・ラオ、同じく俳優・プロデューサーのナンダムーリ・カリヤーン・ラームは異母兄、俳優・政治家のナンダムーリ・バーラクリシュナは伯父、政治家のナラ・チャンドラバブ・ナイドゥは義理の叔父、俳優のターラカ・ラトナ、政治家のナラ・ロケーシュは従兄弟に当たる。
2011年5月5日にマダプールのハイテク・シティでラクシュミー・プラナティと結婚式を挙げ、2人の息子をもうけた。

## キャリア

### 2001年 - 2006年
『Ramayanam』の監督グナシェカールは同作でのラーマ・ラオ・ジュニアの演技に感銘を受け、2000年半ばに『Student No.1』の主役に彼を起用するようにS・S・ラージャマウリに推薦した。しかし、『Student No.1』の製作が長期間にわたっていたため、ラーマ・ラオ・ジュニアはラーモージ・ラーウとの間に先に出演契約を結び、彼がプロデューサーを務める『Ninnu Choodalani』で主役を務め、同作がラーマ・ラオ・ジュニアの俳優デビュー作となった。2002年にV・V・ヴィナヤックの監督デビュー作『Aadi』に出演し、同作は200日以上上映され、ラーマ・ラオ・ジュニアは無名俳優からスター俳優へと上り詰めた。同年にはB・ゴーパールの『Allari Ramudu』に出演し、同作は平均的な評価を得た一方で100日以上上映された。2003年にA・M・ラトナムの『Naaga』に出演し、『Student No.1』に続きラージャマウリの『Simhadri』に出演し、同作は興行的な成功を収めた。このころから若者のイメージを払拭するため顎鬚を生やすようになり、若者向け映画からファクション・ドラマ映画に出演するようになった。
2004年にプリ・ジャガンナードの『Andhrawala』に出演し、続けてヴィナヤックの『Samba』に出演した。2005年には『Naa Alludu』に出演し、ラーマ・ラオ・ジュニアのキャリアの中で初めてのファミリー・ドラマ映画への出演となった。2005年には『Indra』の出来を評価して、B・ゴーパールと再び契約を結び『Narasimhudu』に出演し、同作ではボリウッド女優のアミーシャ・パテル、サミーラ・レッディと共演した。同作は批評家から酷評され、ラーマ・ラオ・ジュニアのキャリアにとって大きなマイナスとなった。その後、彼は俳優業を1年間休止し、再開後にスレンダル・レッディとの間に『Ashok』の出演契約を結んだ。しかし、同作は興行的に失敗し、ラーマ・ラオ・ジュニアはトップスターに返り咲くことができなかった。

### 2006年 - 2010年

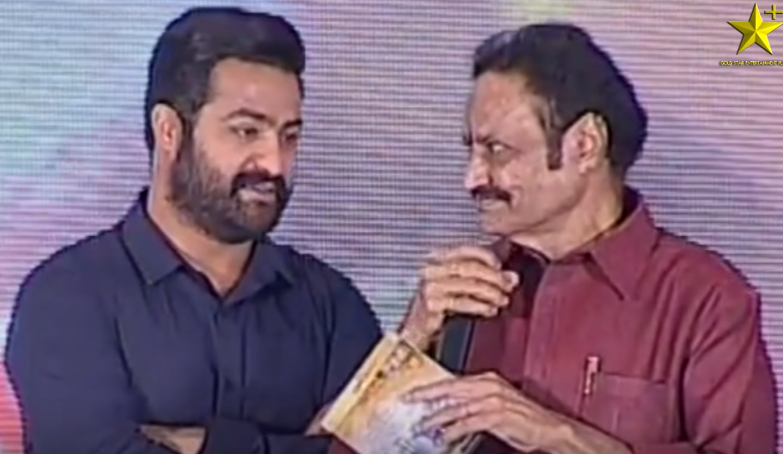
N・T・ラーマ・ラオ・ジュニアとナンダムーリ・ハリクリシュナ

『Ashok』に出演後、ラーマ・ラオ・ジュニアはクリシュナ・ヴァムシーの『Rakhi』に出演し、タミル語映画女優のスハーシニ・マニラトナムと共演した。同作はラーマ・ラオ・ジュニアのキャリアの中で最高作品の一つとされている。2007年にはラージャマウリと3度目の出演契約を結び『ヤマドンガ』に出演し、モーハン・バーブ、クシュブー・スンダルと共演した。同作は興行的な成功を収め、ラーマ・ラオ・ジュニアはフィルムフェア賞 テルグ語映画部門主演男優賞を受賞してテルグ語映画のトップスターに返り咲いた。2008年にメヘール・ラメシュの『Kantri』に出演し、批評家からは賛否両論だったもののラーマ・ラオ・ジュニアのダンスは評価が高く、「I Go Crazy」「123 Nenoka Kantri」のダンスは絶賛された。2009年はローク・サバー総選挙でのテルグ・デサム党の選挙運動に参加するために俳優業を一時休止した。
2010年に『Adhurs』で『Andhrawala』『Naa Alludu』に続き2役を演じ、同年には恋愛映画の監督として知られるヴァムシー・パイディパッリがディル・ラージュと共に手掛けた『ブリンダーヴァナム 恋の輪舞』で9年振りに恋愛映画の主演を務め、カージャル・アグルワール、サマンタと共演した。同作は興行的な成功を収め、伯父バーラクリシュナ主演の『Simha』を破り2010年最高額の興行収入を記録した作品の一つとなった。これにより、ラーマ・ラオ・ジュニアのテルグ語映画での地位は揺るぎないものとなった。

### 2011年以降

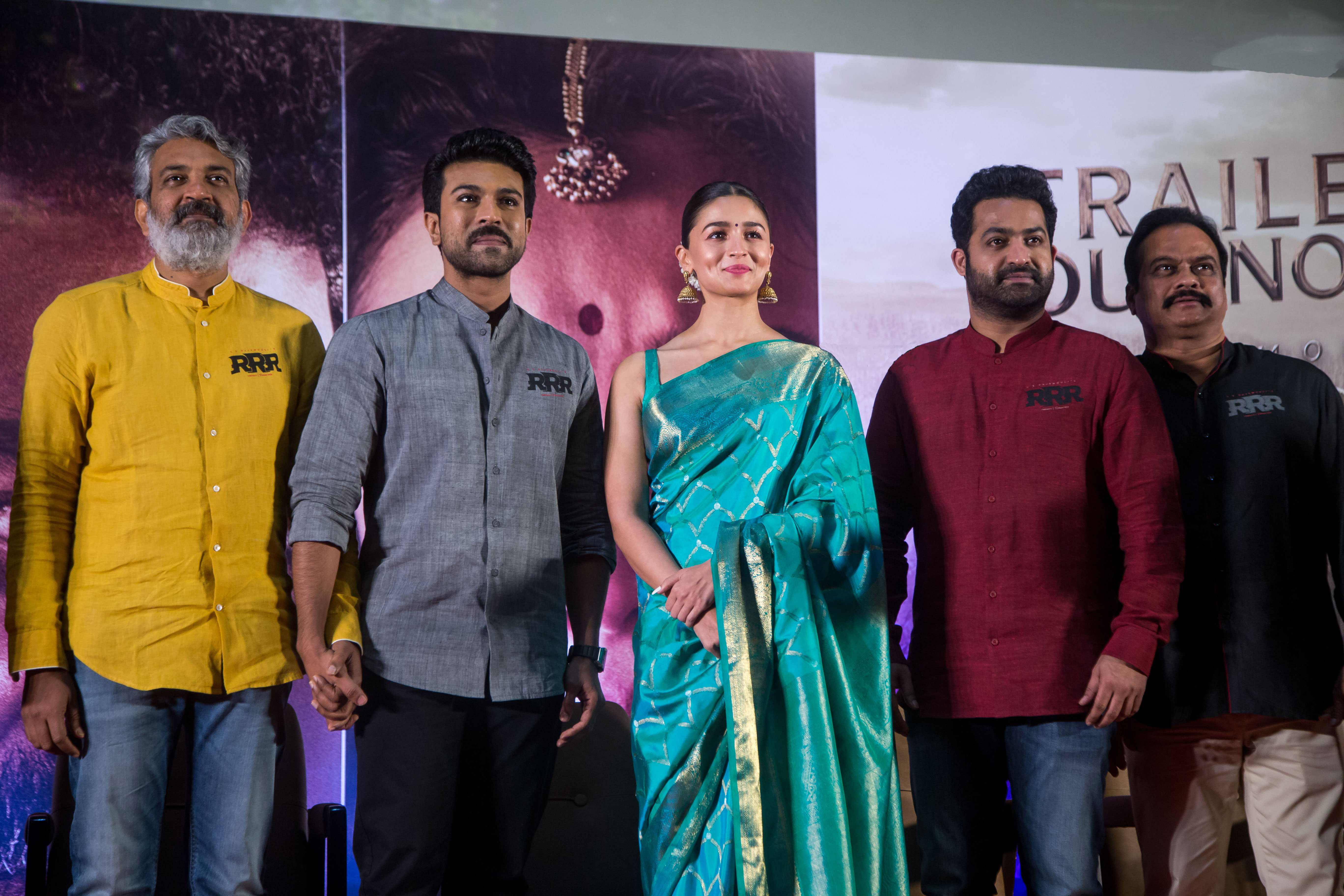
『RRR』のプロモーション活動中のN・T・ラーマ・ラオ・ジュニア、アーリヤー・バット、ラーム・チャラン、S・S・ラージャマウリ

2011年にメヘール・ラメシュの『Shakti』に出演し、イリアナ・デクルーズと『Rakhi』以来2度目の共演を果たし、『Ashok』のスレンダル・レッディが監督した『Oosaravelli』に出演し、タマンナー・バティアと共演した。『Oosaravelli』は「映画は重度のNTRファンのためだけのものだった」と批評された。2012年に『Dammu』に出演し、トリシャー・クリシュナン、カールティカ・ナーヤルと共演した。
2013年にシュリーヌ・ヴァイトラの『バードシャー テルグの皇帝』に出演した。ラーマ・ラオ・ジュニアは出演に際して巻き毛を矯正して髭を伸ばし、マフィアのドンをイメージさせるため外見を一新した。同作は4億8000万ルピー以上の興行収入と50日以上の上映日数を記録した。同作ではラーマ・ラオ・ジュニアのダンスが批評家から賞賛された。この時期はラーマ・ラオ・ジュニアにとってヒット作に恵まれない不遇の期間であり、『バードシャー テルグの皇帝』は唯一の成功作であると同時に日本で彼をスター俳優として認知させた作品だった。同年にハリシュ・シャンカルの『Ramayya Vasthavayya』に出演し、シュルティ・ハーサン、サマンタと共演した。ザ・タイムズ・オブ・インディアはラーマ・ラオ・ジュニアの演技について、「映画は完全に主人公の周りにパッケージされ、NTRはクールでスタイリッシュに見えます。彼はキャラクターに溶け込み、映画を担う素晴らしい演技を提供しました」と批評している。
2015年にはプリ・ジャガンナードの『Temper』に出演し、批評家と観客から演技を高く評価された。同作の成功を受け、2016年にスクマールの『Nannaku Prematho』に主役として起用され、ラクル・プリート・シン、ジャガパティ・バーブ、ラジェーンドラ・プラサードと共演し、フィルムフェア賞テルグ語部門主演男優賞を受賞した。同作では役作りのために毛髪と髭をゲル化しており、批評家からは演技力を高く評価された。同作は『バードシャー テルグの皇帝』を超える8億7000万ルピーの興行収入を記録した。同年9月にはコラターラ・シヴァの『ジャナタ・ガレージ』に出演し、モーハンラール、サマンタ、ニティヤ・メーノーンと共演した。同作は2016年公開のテルグ語映画の中で最高額の興行収入を記録し、『バーフバリ 伝説誕生』に次いで当時2番目の歴代興行収入を記録した。一方、批評家からは「良いメッセージがあるにもかかわらず、モーハンラールとJr.NTRの映画は何も新しいものを提供できない、予測可能なドラマだった」と酷評されている。
2017年にK・S・ラヴィンドラが監督、義兄ナンダムーリ・カリヤーン・ラームがプロデューサーを務めた『Jai Lava Kusa』に出演した。2018年にトリヴィクラム・シュリーニヴァースの『アラヴィンダとヴィーラ』に出演し、プージャー・ヘーグデー、イーシャ・レッバ、ジャガパティ・バーブと共演した。同作は批評家から高く評価され、テルグ語映画の歴代最高額の興行収入を記録した映画の一つとなった。2022年にはS・S・ラージャマウリの『RRR』でイギリス領インド帝国時代の独立運動家コムラム・ビーム役を演じ、興行的に大きな成功を収めた。2024年はコラターラ・シヴァの『デーヴァラ』で二役を演じ、批評家から演技を絶賛された。また、興行収入も50億ルピーを記録するなど興行的にも大きな成功を収めている。

## 映画以外の活動
スター・マーのテレビ番組『ビッグ・ボス・テルグ』の司会を務めており、全番組の中で最高視聴率を記録している。このほかにもリアリティ番組の『Evaru Meelo Koteeswarulu』『Dhee』にも出演しており、2021年2月には『Evaru Meelo Koteeswarulu』の司会者に任命され、7月10日から製作に参加するようになった。
2009年インド総選挙では、テルグ・デサム党の運動員として活動していた。同年3月26日、選挙運動でハイデラバードに向かう途中のスーリヤペートで交通事故に巻き込まれた。ラーマ・ラオ・ジュニアは乗車していた仲間と共に車外に放り出されて負傷し、シカンダラーバードのクリシュナ医科大学で治療を受けた。同年に発生した洪水の被災者救済のため、州首相の救済基金に200万ルピーを寄付することを発表した。